# مياكي كاهو
مياكي كاهو (باليابانية: 三宅花圃) (4 فبراير 1869، طوكيو في اليابان - 18 يوليو 1943)؛ روائية يابانية.